# 혼합형 학습
혼합형 학습(Blended Learning, 블랜디드 러닝)은 두 가지 이상의 학습방법을 결합하여 이루어지는 학습이다. 일반적으로는 온라인 학습과 면대면 학습이 혼합된 학습을 가리키는 경우가 많다. 2010년 미국 교육부에서 실시한 블랜디드 러닝의 메타 분석에 따르면 100% 면대면 혹은 온라인 강의보다 더 효과적인 것으로 나타났다.

## 개요
두 가지 이상의 학습방법이 지니는 장점을 결합하여 적절히 활용함으로써 학습효과를 극대화하기 위한 학습형태이다. 면대면 교실수업과 온라인(사이버)학습 등 오프라인과 온라인 활동을 결합한 학습이 가장 대표적이다.
초∙중등교육에서 기존의 면대면 교육과 e-러닝 등을 결합한 블랜디드 러닝이 주목받는 이유는 면대면 교육이 가진 시간적, 공간적 제한점을 전자학습의 장점을 통해 보완할 수 있기 때문이다. 반대로 전자학습의 문제점으로 지적되는 인간적인 접촉의 상실이나 홀로 학습에 대한 두려움, 이로 인한 동기유발 저하 등을 면대면 교육으로 보완할 수 있다는 측면이 면대면 교육과 전자학습을 결합한 혼합 학습의 장점이 된다.

## 기원
미국 굴지의 교육기업인 서티런(CertiLearn)사의 교수설계자이자 부사장인 주디스(Judith M. Smith) 박사는 `새로운 이름의 옛 친구(An old friend gets a new name)'라는 표현으로 혼합형 학습(블렌디드 러닝)을 소개했다. 학습효과를 높이기위해 일선현장에서 다양한 교육방법을 혼합하는 것은 전혀 새로운 개념이 아니라는 게 그의 주장이다. 하지만 e러닝의 한계를 극복하고 교육효과를 향상시키기 위해 앞으로 주목해야 할 방법이라고 강조한 바 있다.
혼합형 학습은 이처럼 학습효과를 극대화하기 위해 칵테일처럼 온라인과 오프라인 교육, 그리고 다양한 학습방법을 혼합하는 데서 착안됐다. 이 개념이 언제 등장했는지는 정확하지 않으나 2000년 후반부터 미국의 일부 온라인 교육학자들이 사용하기 시작, 현재는 고유명사로 자리를 잡았다.